# Kwidzyn
Kwidzyn là một thị trấn thuộc hạt Kwidzyn, tỉnh Pomeranian, phía bắc Ba Lan. Từ năm 1975 - 1998, thị trấn nằm trong tỉnh Elbląg, kể từ năm 1999 đến nay, nó thuộc quyền quản lý của tỉnh Pomeranian. Thị trấn nằm trên sông Liwa thuộc vùng Powiśle (bờ phía đông của sông Vistula). Cách Gdańsk khoảng 70 km về phía nam và Kaliningrad khoảng 145 km về phía tây nam. Tổng diện tích của thị trấn là 21,82 km². Tính đến năm 2006, dân số của thị trấn là 37.814 người với mật độ 1.700 người/km².

## Lịch sử
Thị trấn Kwidzyn còn được biết đến với tên gọi Marienwerder, được thành lập vào năm 1233 bởi các Hiệp sĩ Teutonic. Sau thất bại của các Hiệp sĩ Teutonic trong các cuộc thập tự chinh ở phía bắc dọc theo biển Baltic vào thế kỷ 13, thị trấn Marienwerder đã bị sáp nhập vào Vương quốc Ba Lan.
Năm 1772, sau Phân vùng thứ nhất của Ba Lan, thị trấn Marienwerder đã được sáp nhập vào tỉnh phía tây của nước Phổ. Bằng cách mở rộng các chức năng hành chính của mình, dân số của thị trấn bắt đầu tăng lên vào năm 1885, con số này là 8.079 người. Dân số này chủ yếu gồm các cư dân Luther, nhiều người trong số họ tham gia vào các ngành nghề liên quan đến sản xuất đường, giấm và sản xuất bia cũng như chăn nuôi bò sữa, trồng cây ăn quả và xây dựng máy móc công nghiệp. Năm 1910, theo điều tra dân số của nước Phổ, thị trấn Marienwerder (Kwidzyn) có 25.871 cư dân, trong đó 9,8% nói tiếng Ba Lan như tiếng mẹ đẻ.
Năm 1919, sau Thế chiến I, thị trấn Marienwerder bị chia cắt. Phần phía tây của sông Vistula đã được sáp nhập vào Cộng hòa Ba Lan thứ hai theo Hiệp ước Versailles. Phần phía đông của sông Vistula trong đó bao gồm cả thị trấn Marienwerder (Kwidzyn) thuộc về Đức.
Vào ngày 10 tháng 11 năm 1937, một trường trung học tư thục của Ba Lan đã được xây dựng tại Kwidzyn. Tuy nhiên, nó đã bị đóng cửa vào ngày 25 tháng 8 năm 1939. [3]
Vào ngày 30 tháng 1 năm 1945, trong Thế chiến II, thị trấn đã bị Hồng quân Liên Xô chiếm đóng. Sau Thế chiến II, khu vực này được đặt dưới sự quản lý của Ba Lan theo Thỏa thuận Potsdam.

## Một số địa điểm tham quan nổi tiếng
- Lâu đài Kwidzyn - được xây dựng từ thế kỷ 14
- Bảo tàng Lower Powiśle
- Tòa thị chính

## Những nhân vật nổi tiếng xuất thân từ thị trấn
- Józef Krasnowolski (1879 - 1939)  - một họa sĩ người Ba Lan
- Wiesław Hartman (sinh năm 1950) - vận động viên đua ngựa Ba Lan, từng giành huy chương bạc trong Thế vận hội Mùa hè 1980
- Wojciech Belon (1952 - 1985) - một nhà thơ, nhạc sĩ người Ba Lan
- Tomasz Piotr Nowak (sinh năm 1956) - chính trị gia Ba Lan
- Maciej Silski (sinh năm 1976) - một ca sĩ người Ba Lan

## Thư viện ảnh

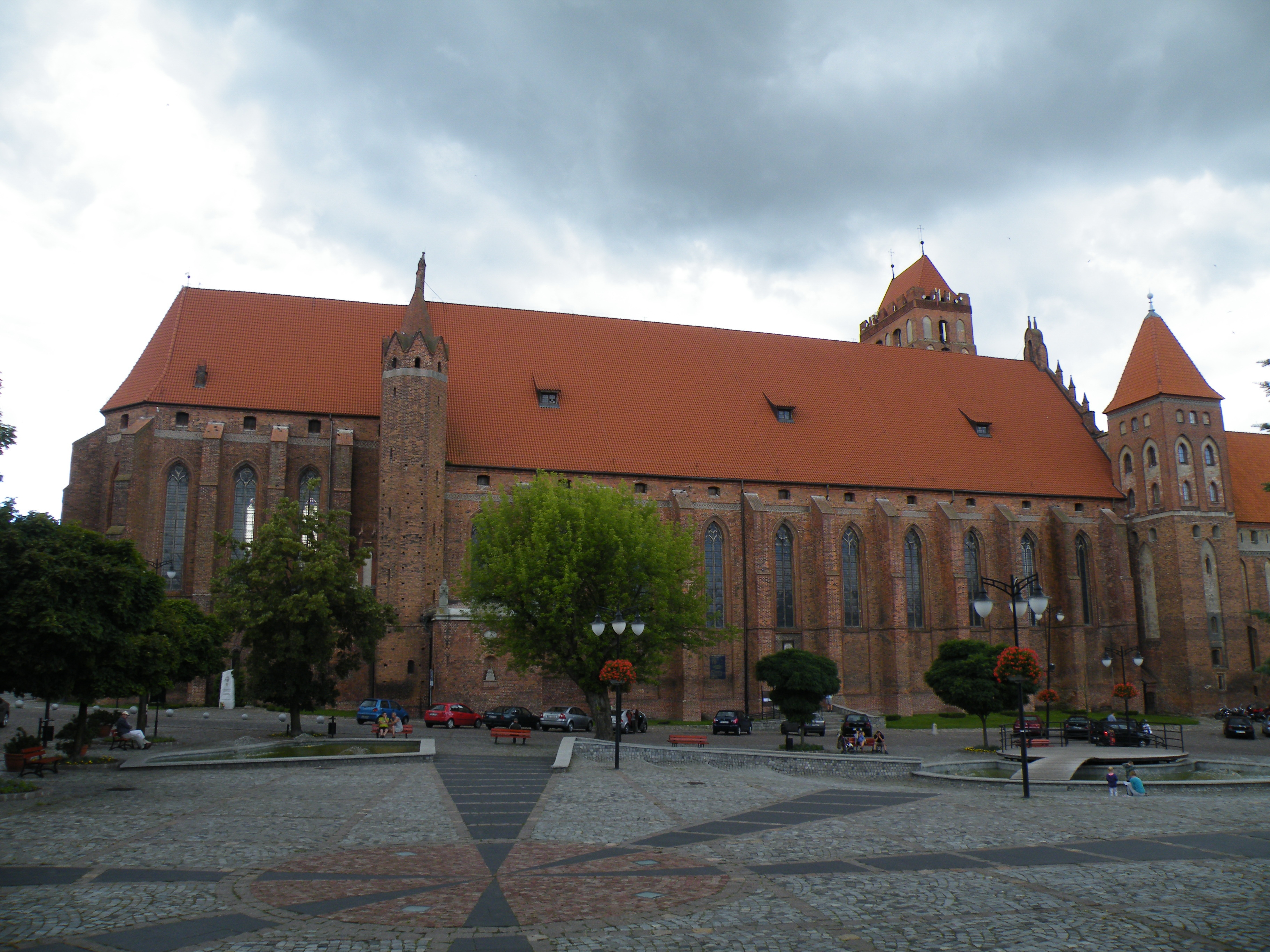
Nhà thờ Kwidzyn
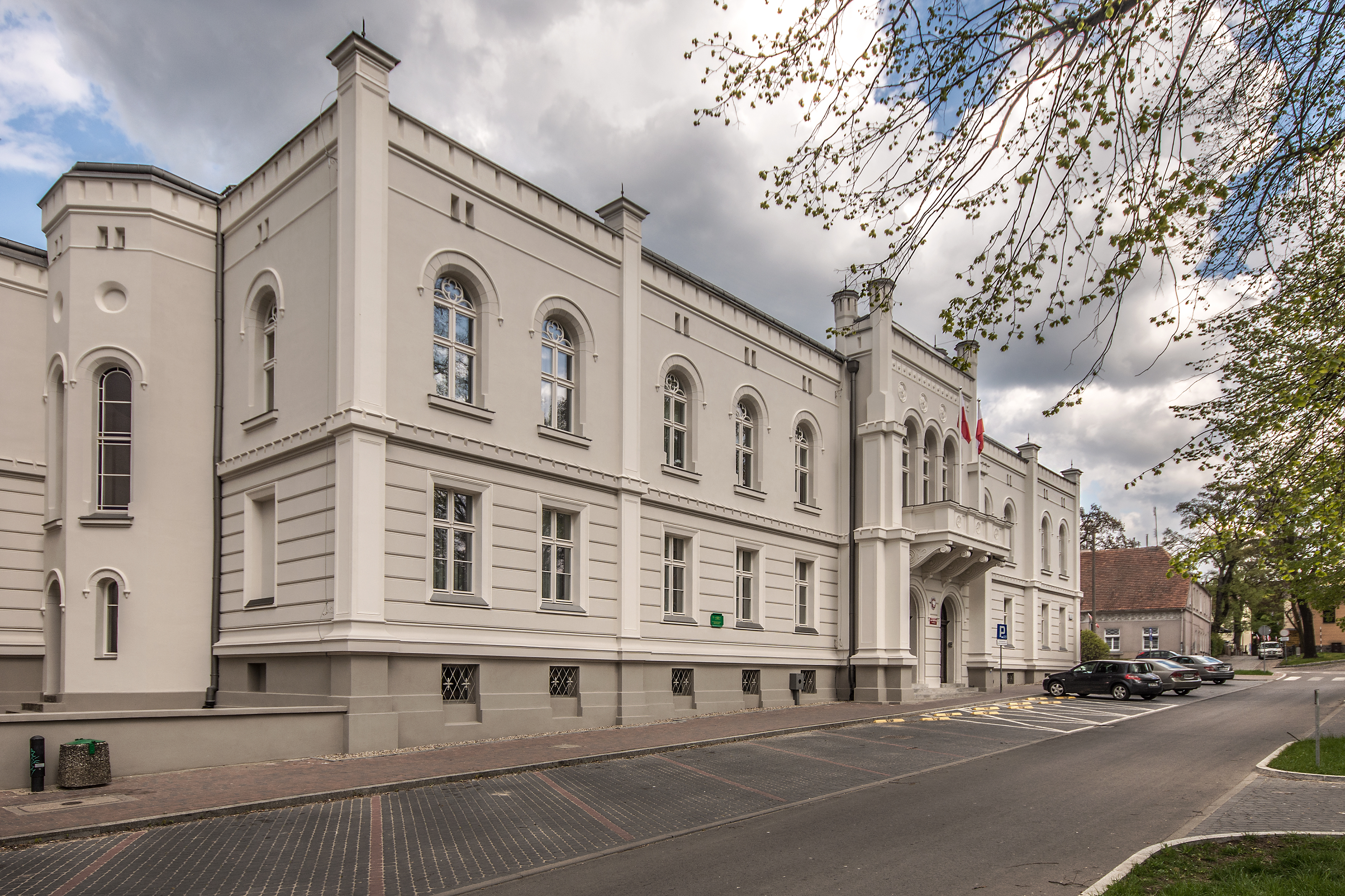
Tòa án huyện
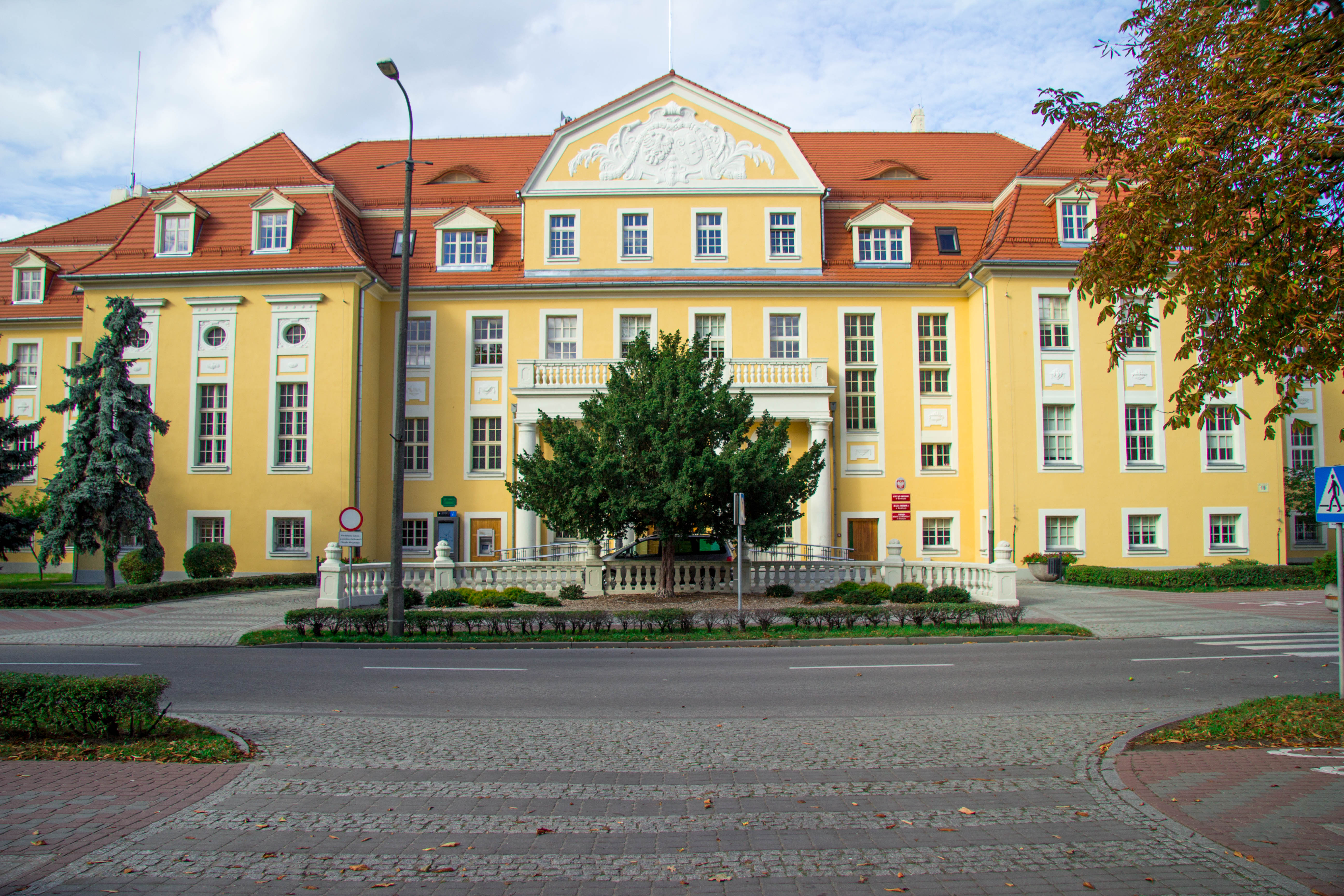
Tòa thị chính
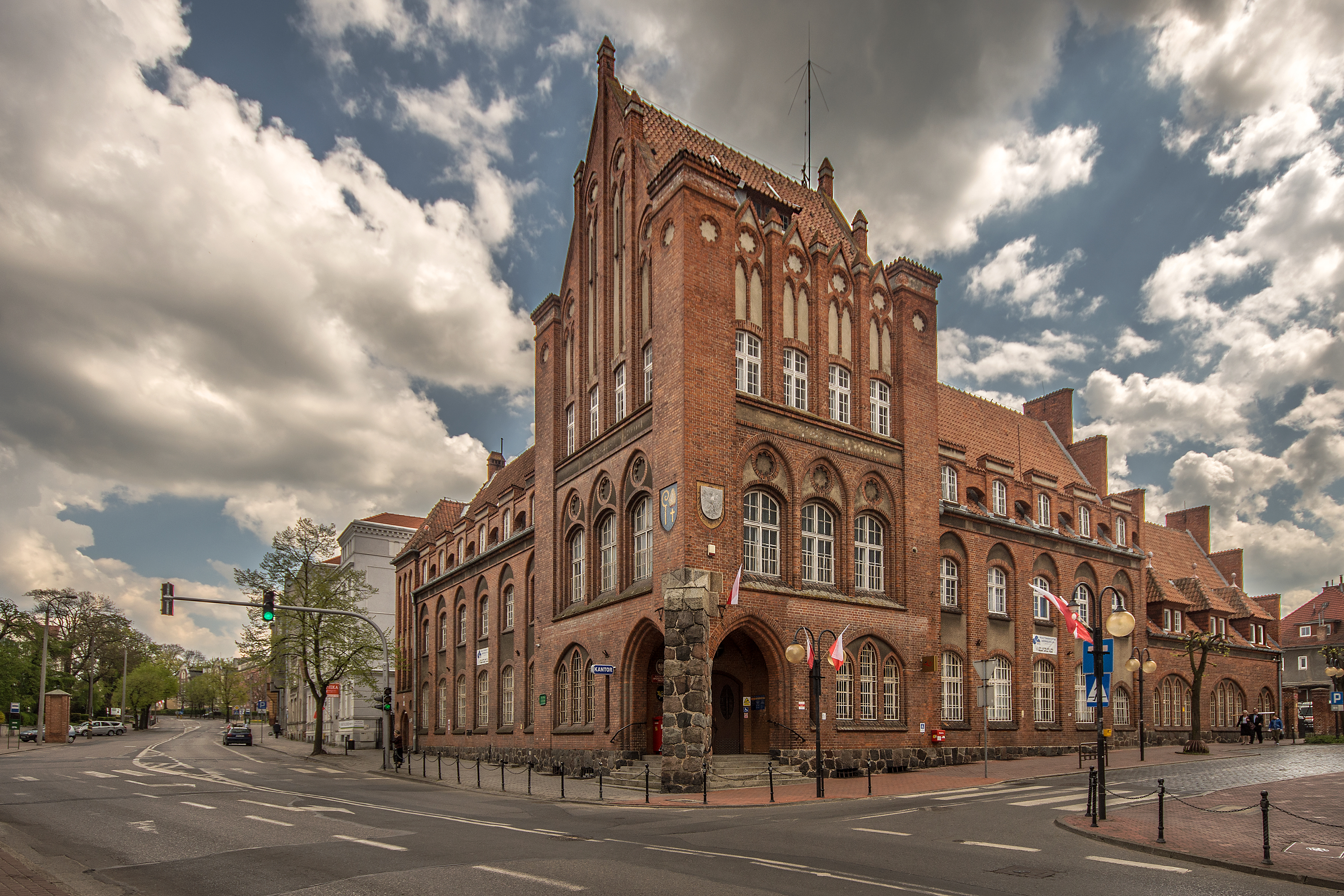
Bưu điện
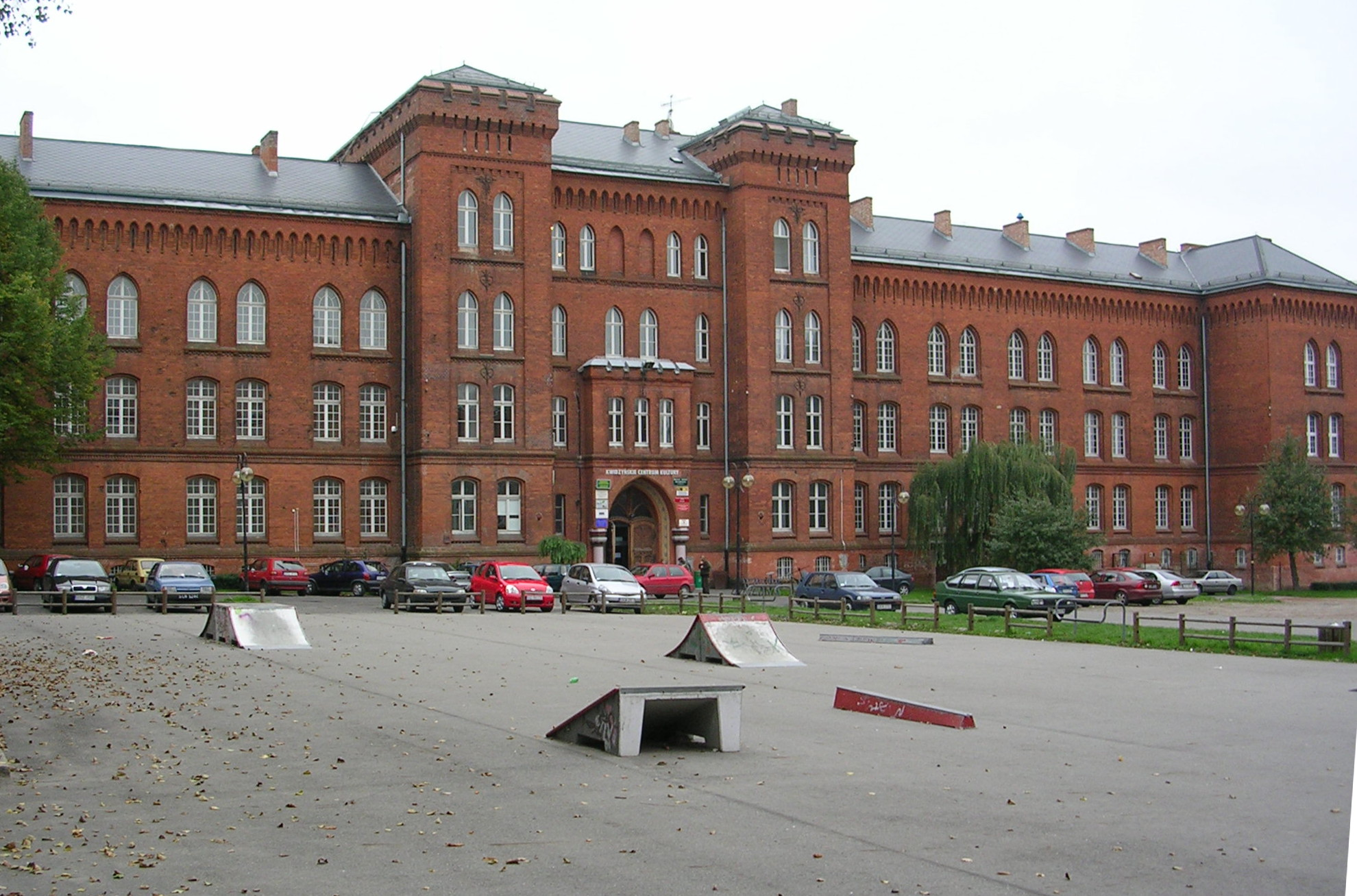
Powiślańska Szkoła Wyższa (Cao đẳng Powiśle)
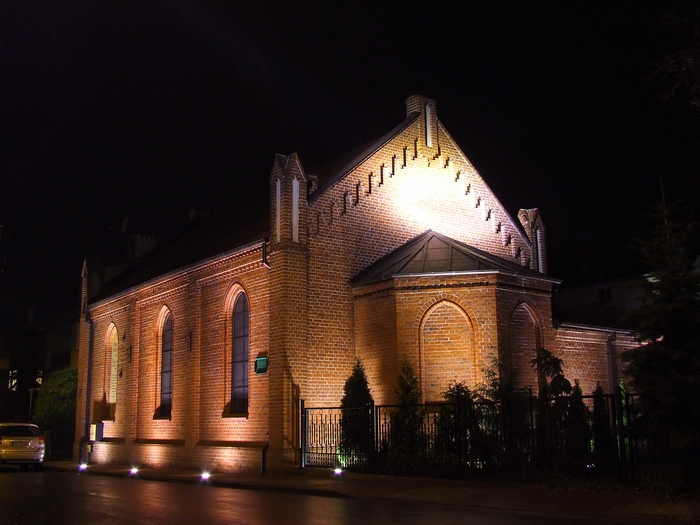
Nhà nguyện thánh Padre Pio
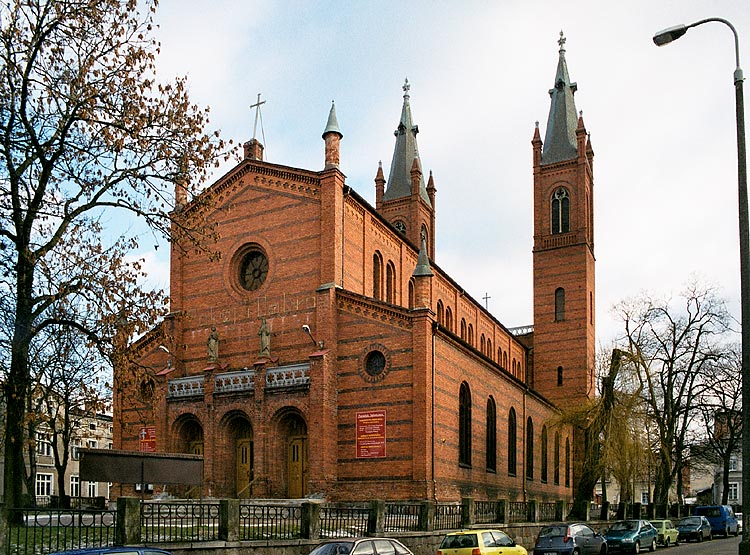
Nhà thờ Holy Trinity
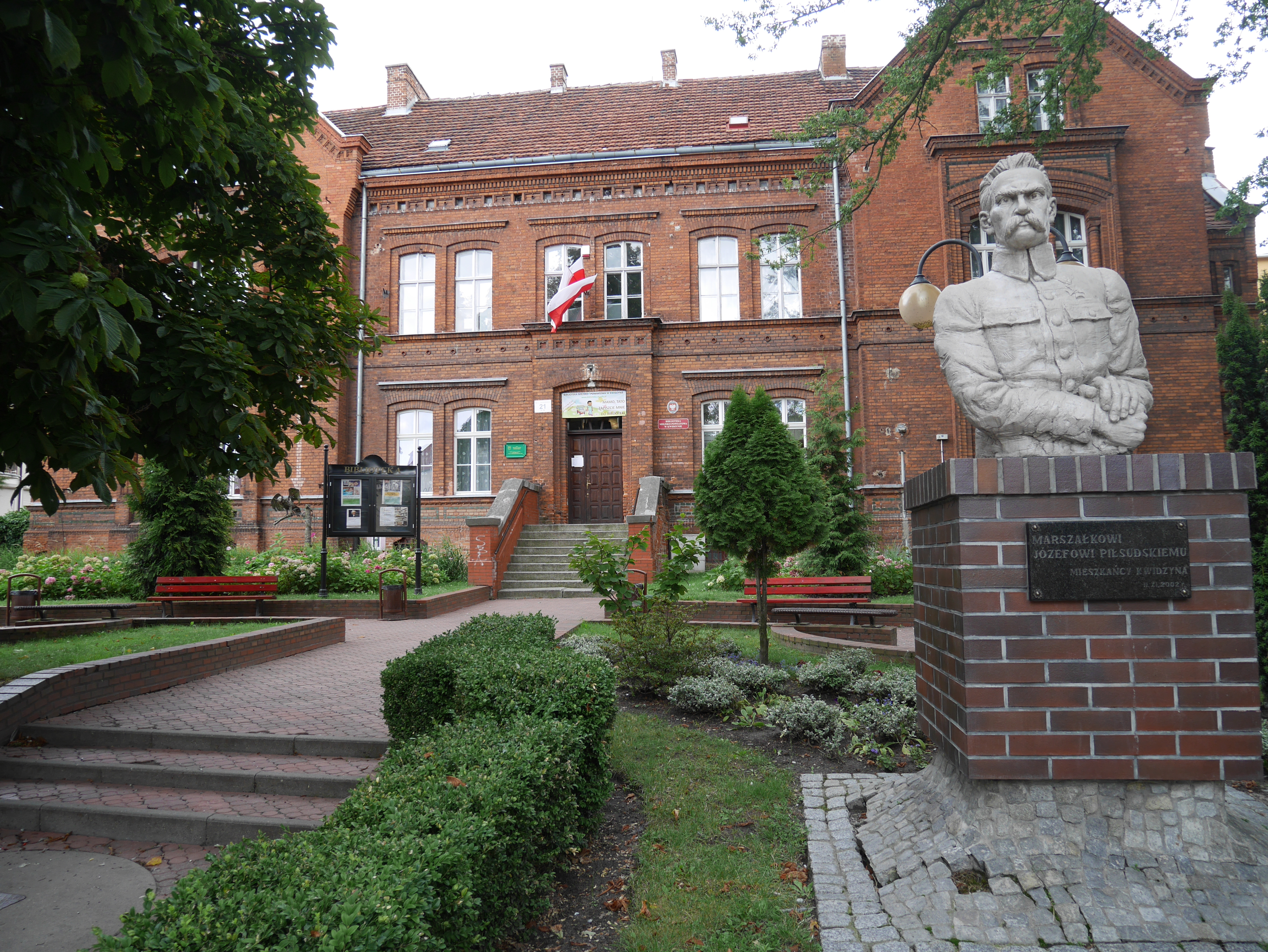
Thư viện và một tượng đài của Józef Piłsudski
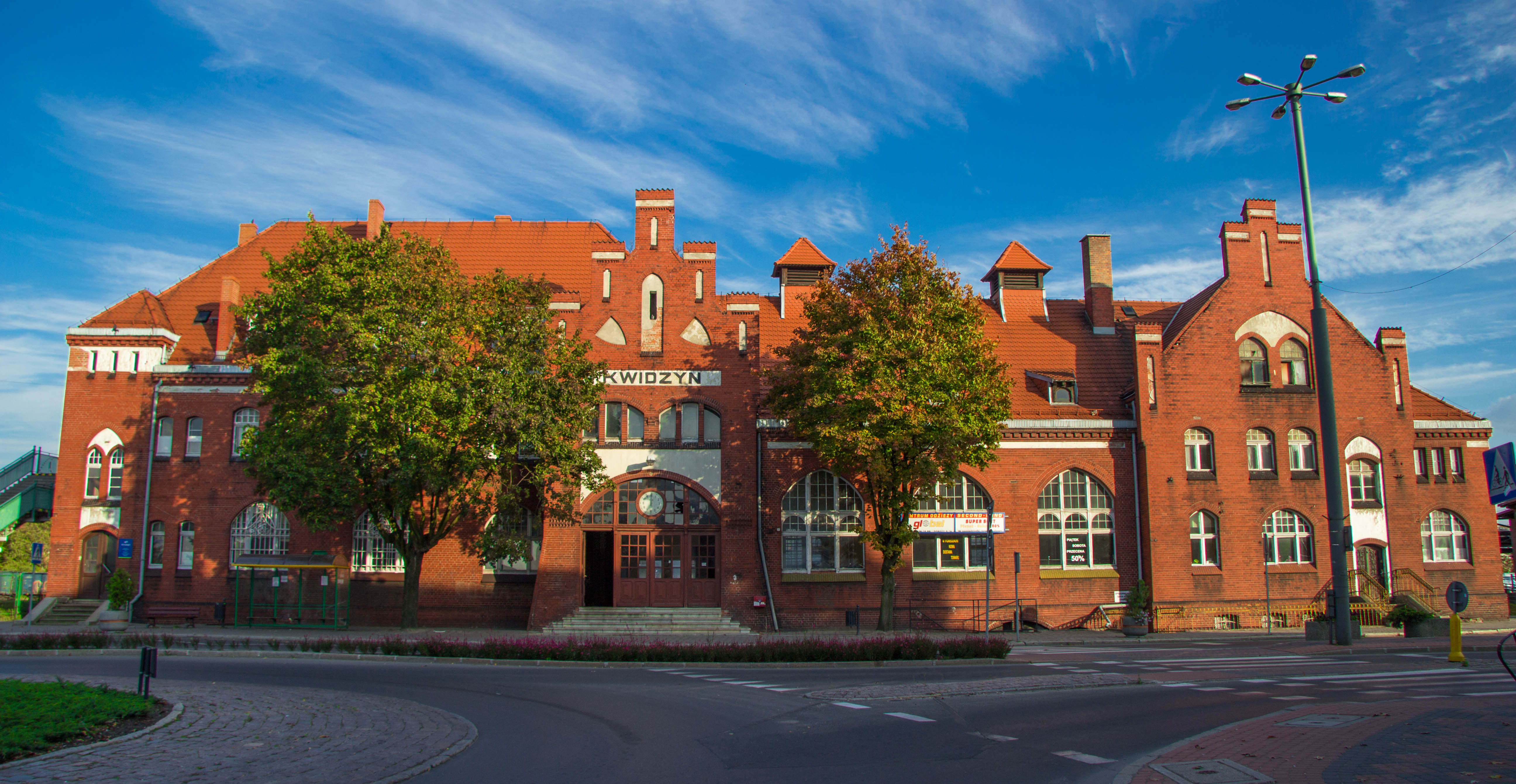
Ga xe lửa
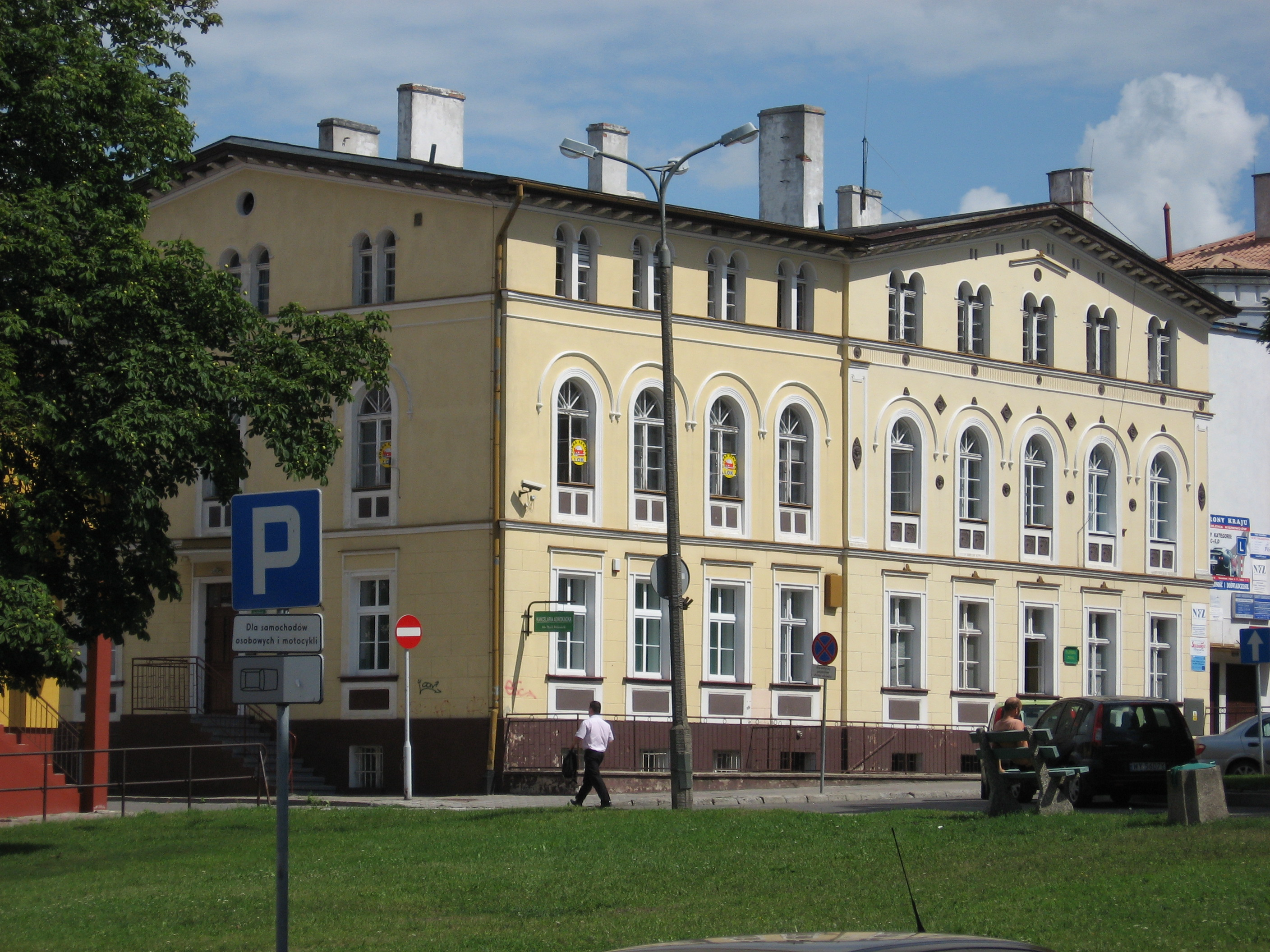
Bệnh viện Saint George cũ
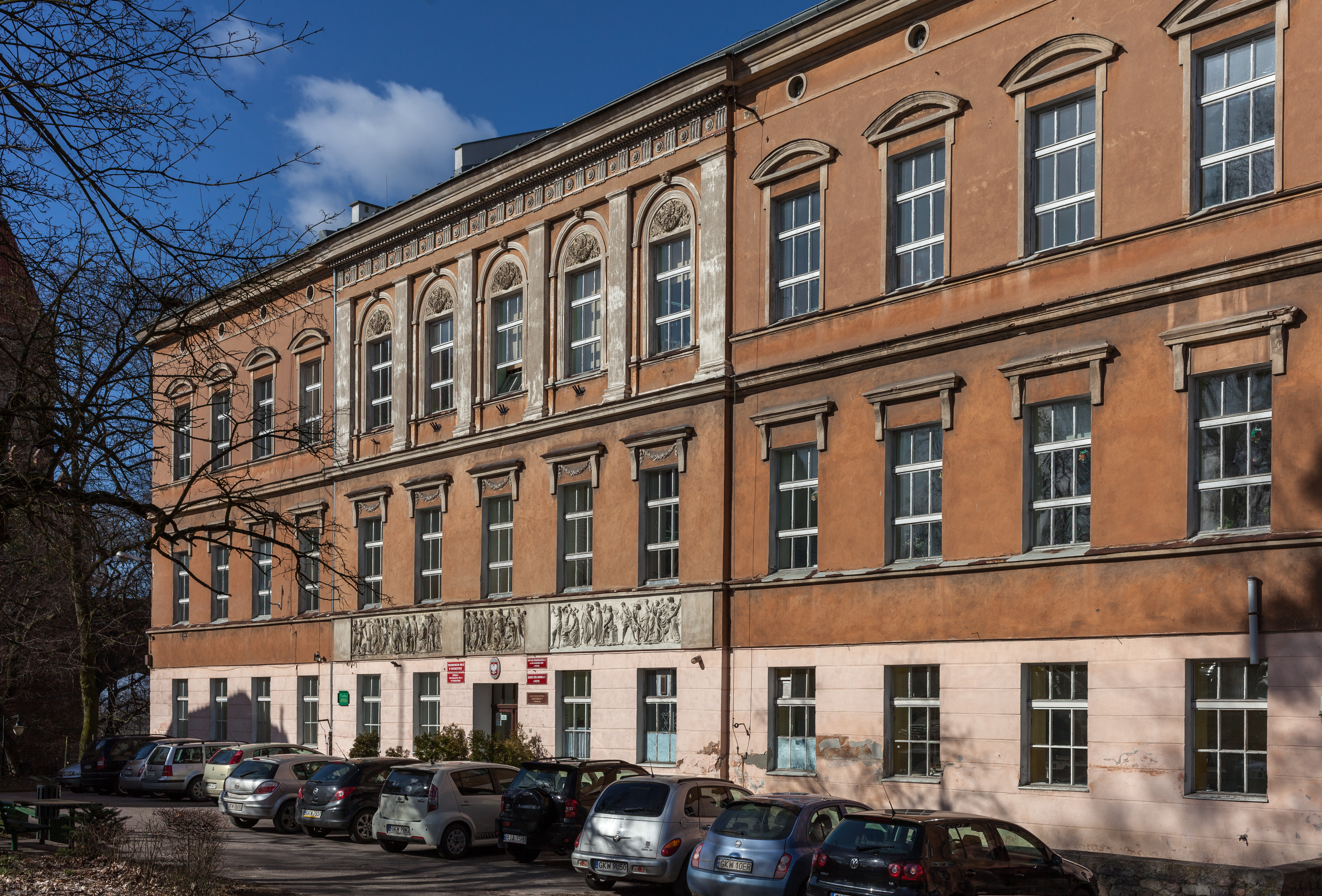
Trường dạy nghề
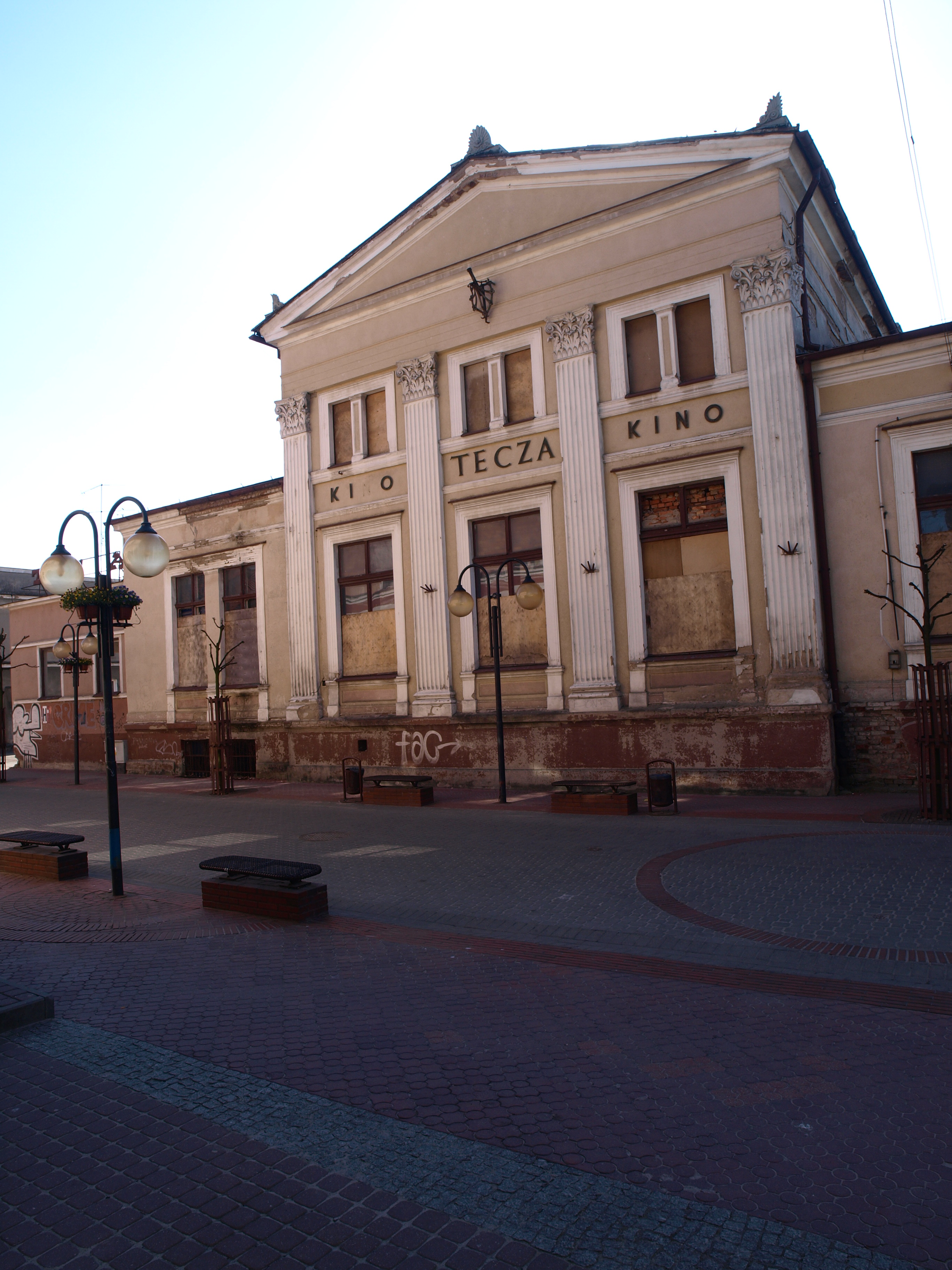
Tòa nhà sòng bạc và rạp chiếu phim cũ